# المنصورة (بني سويف)
قرية المنصورة هي إحدى القرى التابعة لمركز ناصر في محافظة بني سويف في جمهورية مصر العربية. حسب إحصاءات سنة 2006، بلغ إجمالي السكان في المنصورة 2089 نسمة، منهم 1110 رجل و979 امرأة.